# Combate naval de Valparaíso (1813)
El Combate naval de Valparaíso (1813) fue una acción naval ocurrida en el 2 de mayo de 1813 que enfrenta a la escuadra naval chilena formada por la fragata "Perla" y el bergantín "Potrillo" contra la fragata española "Warren" que bloquea el puerto de Valparaíso. Se trata de la primera acción naval ocurrida en el Pacífico en las emancipaciones de la América española. El enfrentamiento terminaría con una victoria inesperada de los españoles a la que contribuyó de forma decisiva la sublevación de los tripulantes de la fragata "Perla" en favor de la monarquía española, y que junto con el corsario "Warren" terminan por capturar el buque "Potrillo"  y destruir el Primer intento naval chileno. 

## Antecedentes
El Virrey José Fernando de Abascal en guerra contra el gobierno insurgente chileno ordena a la fragata española "Warren" bloquear el puerto de Valparaíso. La Junta de Gobierno de los insurgentes dispuso que el Gobernador de Valparaíso, Francisco de la Lastra adquiriese dos buques para romper el bloqueo de Valparaíso y seguidamente bloquear el puerto de Talcahuano en poder realista. Así, se arrendó la fragata "Perla" y se adquirió el bergantín "Potrillo", ambos de origen norteamericano. 
La escuadra chilena estaría al mando del mercenario estadounidense Edward Barnewall, originario de Nueva York y capitán del buque Potrillo, poniendo también a sus órdenes La Perla, cuyo capitán era Vicente Barba, que gozaba de buena reputación de marinero aunque sin experiencia militar. Se armaron ambos buques con armamento requisado a un buque portugués y con donativos se enganchó la tripulación necesaria, incentivada con la promesa de repartir el botín producto de la presa.
La fragata española "Warren", alias "Javiera", era un antigua nave mercante norteamericana de 1799 que había sido capturada por los españoles el 25 de septiembre de 1807 en la Isla Quiriquina por hacer contrabando.

## El Combate
El 2 de mayo de 1813 zarparon ambos buques insurgentes para ir directamente contra la fragata "Warren". Desde el comienzo el bergantín "Potrillo", avanzaba contra la fragata "Warren", a pesar de los disparos, pero se vio por sorpresa abandonado por la fragata "Perla".
El motín de la Perla se produjo gracias a que algunos comerciantes realistas de Valparaíso se comunicaron con la tripulación de la "Warren" por medio de un bote que por la noche se acercaba por una se las pequeñas caletas situadas al sur de la bahía. Se sobornaron varios marineros del "Perla", uno de ellos, italiano de origen, llamado Carlos Antonio Magi, tripulante de la fragata portuguesa "Fama", reclutado al "Perla", se había comprometido a encabezar el motín. En efecto, cuando la "Perla" estaba fuera de alcance de las baterías de costa, Magi dio la voz de rebelión. Desarmó al comandante Antonio Barba, mientras el resto de los amotinados se apoderaban del buque y su tripulación. La "Warren" advertida del motín, recibió, como amiga a la fragata sublevada, y entre ambas dieron caza y apresaron definitivamente al "Potrillo".
El Potrillo intentó huir de las dos fragatas empeñadas en su persecución. La "Perla" llegó al costado de la" Warren" y ambas dirigieron sus fuegos en contra del bergantín "Potrillo", logrando capturar al bergantín, cuyo capitán Edward Barnewall, es hecho prisionero y llevado al Callao.

## Consecuencias
Los realistas mantendrían el bloqueo de Valparaíso y conservarían el dominio de las costas de Chile, lo que permitiría el envío por mar de refuerzos en apoyo de los realistas en Chile desde el Virreinato del Perú.